# قلعه کریم‌خان (بروجرد)
قلعه کریم‌خان یا کریم‌آباد روستایی است در منطقه ولات نظامی در شهرستان بروجرد در استان لرستان. این روستا در دهستان همت‌آباد در بخش مرکزی این شهرستان قرار دارد و آب و هوای آن سرد و کوهستانی است.
بنابر سرشماری مرکز آمار ایران، در سال ۱۳۹۵ تنها ۷ خانواده در این روستا زندگی می‌کرده‌اند که شامل ۱۸ نفر مرد و ۱۰ زن بوده‌اند.